# Argiope ahngeri
Argiope ahngeri är en spindelart som beskrevs av Sergei Aleksandrovich Spassky 1932. Argiope ahngeri ingår i släktet Argiope och familjen hjulspindlar. Inga underarter finns listade i Catalogue of Life.